# Болховське (Нижньогородська область)
Болховське (рос. Болховское) — село в Сеченовському районі Нижньогородської області Російської Федерації.
Населення становить 115 осіб. Входить до складу муніципального утворення Василєвська сільрада.

## Історія
Від 2009 року входить до складу муніципального утворення Василєвська сільрада.

## Населення
| 2002 | 2010 |
| ---- | ---- |
| 150  | ↘115 |